# Félix María Alcérreca
Félix María Alcérreca fue un notario, escritor, político y músico mexicano.

## BIografía
Nació en la ciudad de Puebla el 18 de mayo de 1845 y a la edad de catorce años quedó huérfano de padres, logrando continuar sus estudios en el Seminario Palafoxiano de su ciudad natal. En 1867 pasó a la capital de la República, donde obtuvo el título de notario público. Fue aficionado a la música y sus composiciones musicales obtuvieron diploma y medalla en las Exposiciones de la República y en las Internacionales de París en 1889 y de Chicago en 1893. Compuso una misa completa para coros con acompañamiento de orquesta. También se dedicó al periodismo y escribió diversas crónicas y estudios críticos en diferentes diarios de México. Fue miembro de la Sociedad Mexicana de Geografía y Estadística y tesorero de la Prensa Asociada de México, además de fundar diversas sociedades artísticas y literarias y pertenecer muchas mexicanas y de otros países. En su faceta como político fue diputado al Congreso de la Unión; en la Cámara desempeñó el cargo de prosecretario y también fue miembro de diversas comisiones. Ocupó igualmente el puesto de rector o presidente del Nacional Colegio de Escribanos.